# Chicago Maroons football
La squadra di football dei Chicago Maroons rappresenta l'Università di Chicago. Competono nella Divisione NCAA III come membri di sport singoli della Midwest Conference.

## Storia
Dal 1892 al 1939, i Maroons furono una delle migliori squadre del college football. La University of Chicago fu uno dei membri fondatori della Big Ten Conference e i Maroons furono allenati da Amos Alonzo Stagg, uno dei pionieri di questo sport, per 41 stagioni. Nel 1935, l'halfback Jay Berwanger fu il primo vincitore del Downtown Athletic Club Trophy, rinominato l'anno successivo Heisman Trophy, il più importante trofeo del football universitario. La squadra vinse due campioni nazionali nel 1905 e nel 1913 ma nel 1939 la squadra decise di abbandonare il suo programma nel football, lasciando la Big Ten nel 1946. Il football fece ritorno alla University of Chicago nel 1963 e a partire dal 1973 la squadra iniziò a competere nella Division III.

## Membri della College Football Hall of Fame
| Nome                    | Ruolo         | Anni            | Ind. |
| ----------------------- | ------------- | --------------- | ---- |
| Jay Berwanger           | Halfback      | 1933–1935       | 1954 |
| Hugo Bezdek             | Fullback      | 1905            | 1954 |
| Fritz Crisler           | End           | 1919–1921       | 1954 |
| Paul Des Jardien        | Centro        | 1912–1914       | 1955 |
| Walter Eckersall        | Quarterback   | 1903–1906       | 1951 |
| Clarence Herschberger   | Fullback      | 1895–1898       | 1970 |
| Tiny Maxwell            | Guard         | 1902, 1904–1905 | 1974 |
| Clark Shaughnessy       | Coach         | 1933–1939       | 1968 |
| Amos Alonzo Stagg       | Coach         | 1892–1932       | 1951 |
| Walter Steffen          | Quarterback   | 1906–1908       | 1969 |
| Andy "Polyphemus" Wyant | Guard, Center | 1892–1894       | 1962 |